# 小右記
『小右記』（しょうゆうき / おうき）は、平安時代の公卿・藤原実資の日記。「小右記」とは小野宮右大臣（実資のことを指す）の日記という意味。全61巻。全文が漢文で書かれている。『野府記』（やふき）ともいう。

## 概要
後世に残されたもののうち、三条西家所蔵本には『小右記』、伏見宮家所蔵本には『野府記』という書名が付けられており、近世以後の写本・刊本はそのいずれかの系統に依拠するところが大きかったために、両方の書名が並存した。更に祖父・実頼の『水心記』を継ぐという意味で『続水心記』という呼称も用いられるなど、異名が多い。もっとも、これらは全て実資の没後の命名であり、実資自身は『暦記』と呼称していた。これは原本が具注暦の余白に書かれたことに由来すると考えられ、当時の貴族の日記に広く見られる呼び名である。ただし、全ての文章が直接具注暦に記されたものではなく、実資がやりとりした手紙や作成したメモ、更に家族から提供された情報が記載されたメモなどを具注暦の行の左側に貼り付けてコメントを書き加えたのではないかとする推測もある。原本は伝わっておらず、著名な写本には伏見宮本、前田本、九条本の古写本のほか、江戸時代の新写本として東山御文庫本、内閣文庫本がある。天元元年（978年）頃から書かれたとされるが、現存するのは天元5年（982年）～長元5年（1032年）の部分であり、途中の欠巻も多い。1033年以降には索引となる「小記目録」が作成されており、これは20巻中18巻が現存する。

## 内容
60年間上級公卿として朝廷に参画した実資による政治、宮廷の儀式、故実の詳細な記録が書かれたもので、平安時代、特に藤原道長・頼通の摂関政治全盛時代の社会を知るうえで大変重要な史料である。一日の記録が長く、内容も具体的で実資の感想も含めて書かれているのが特色である。人物評は全体的に辛口であり、実力者であった道長を始めとする貴族たち、また天皇に対しても痛烈な批判が記されている。道長の日記『御堂関白記』、藤原行成の『権記』、源経頼の『左経記』とともにこの時代を知るうえでの一級資料とされている。

### 記録の一例
- 長和三年（1014年）には三条天皇が実資の養子資平を蔵人頭に任じると約束したが、それを反故にして藤原兼綱を任じた。実資は三条天皇の態度に憤慨し、「後々、私のことは頼みにしないでもらいたい」と不信感を記している[6]。
- 長和三年四月十三日、藤原隆家は三条天皇から、「今日参上した道長は大変不機嫌であった。私の調子がよいのを見て不機嫌になったのであろう。」と告げられている。隆家からこのことを聞いた実資は、道長を「大不忠の人」と非難している[6]。
- 寛仁二年十月十六日条は、土御門殿で開かれた中宮藤原威子の立后の式典と、その後の祝宴について書かれている。この日、道長は「この世をば　わが世とぞ思ふ　望月の　虧（かけ）たることも　なしと思へば」という和歌を読んでいるが[7]、実資が和歌を書き残すことも、二次会である穏座に出席することも大変珍しいことであった[8]。実資は道長から返歌を求められていたが、「御歌優美なり」と答えて、列席した公卿たちとともに唱和することを提案している。この歌は後に道長が権勢を誇った歌であるとして考えられ、実資の行動も批判的なニュアンスがあったものであるとするという解釈が一般的に取られている[6]。一方で倉本一宏は「たんなる座興の歌」であり、道長にも実資にも深い意図があっての行為ではないとしている[6]。
- 従兄弟である藤原公任が孫娘2名（藤原教通の娘・生子と真子）の誕生日の記録が火災で失われたので困ったために実資に相談したところ、実資が2人の誕生日と時刻を記録していたためにそれを公任に伝えたところ、公任は大いに喜んだという[9]。
- 殿上において、暑さに堪えきれずに氷水[注釈 4]を飲んだ話[10]
- 自邸に蜂が巣を作ったので蜂蜜[注釈 6]を採集した話
- 藤原忠国という大食いで評判の男を召して、飯6升を食べさせた話

## 公刊本
- 『現代語訳 小右記』（全16巻）、倉本一宏編、吉川弘文館、2015年10月 - 2023年4月
  - 第1巻 三代の蔵人頭〈貞元2年（977）3月―永延2年（988）12月〉2015年10月刊　ISBN　9784642018166
  - 第2巻 道長政権の成立〈永祚元年（989)正月―長徳元年（995)10月〉2016年4月刊　ISBN　9784642018173
  - 第3巻 長徳の変〈長徳2年（996）正月―寛弘2年（1005）3月〉2016年10月刊　ISBN　9784642018180
  - 第4巻 敦成親王誕生〈寛弘2年（1005)4月―寛弘8年（1011)12月〉2017年4月刊　ISBN　9784642018197
  - 第5巻 紫式部との交流〈長和元年（1012)正月―長和2年（1013)６月〉2017年10月刊　ISBN　9784642018203
  - 第6巻 三条天皇の信任〈長和2年（1013)7月―長和3年（1014)12月〉2018年4月刊　ISBN　9784642018210
  - 第7巻 後一条天皇即位〈長和4年（1015)4月～長和5年（1016)2月〉2018年10月刊　ISBN　9784642018227
  - 第8巻 摂政頼通〈長和5年（1016)3月～寛仁元年（1017)12月〉2019年4月刊　ISBN　	9784642018234
  - 第9巻 「この世をば」〈寛仁2年（1018)正月～寛仁3年（1019)3月〉2019年10月刊　ISBN	9784642018241　　　
  - 第10巻 大臣闕員騒動〈寛仁3年（1019)4月～寛仁4年（1020)閏12月〉2020年4月刊　ISBN　	9784642018258
  - 第11巻 右大臣就任〈治安元年（1021)正月～治安2年（1022)12月〉2020年10月刊　ISBN　9784642018265
  - 第12巻 法成寺の興隆〈治安3年（1023)正月～治安3年12月〉2021年4月刊　ISBN　	9784642018272
  - 第13巻 道長女の不幸〈万寿元年（1024)正月～万寿2年（1025)８月〉2021年10月刊　ISBN　9784642018289
  - 第14巻 千古の婚儀頓挫〈万寿2年（1025)9月～万寿4年（1027)6月〉2022年4月刊　ISBN　9784642018296
  - 第15巻 道長薨去〈万寿4年（1027)7月～長元2年（1029)10月〉2022年10月刊　ISBN　9784642018302
  - 第16巻 部類記作成開始〈長元3年（1030)正月～長久元年（1040)11月〉2023年4月刊　ISBN　9784642018319
- 抜粋版『小右記 日本の古典』、倉本一宏編、角川ソフィア文庫 ビギナーズ・クラシックス、2023年
- 『小右記 尊経閣善本影印集成』（全9巻）、八木書店古書出版部、2016年6月 - 2018年11月

電子公開版
- 読み下し文は国際日本文化研究センター｢摂関期古記録データベース」で公開されている。
- 東京大学史料編纂所のデータベースから原文を読むことができる。
  - 「東京大学史料編纂所→データベース検索→データベース選択画面→古記録フルテキストデータベース画面」で検索語句を入力すると、検索語句のある頁が表示される。